# Villa Basilica
Villa Basilica – miejscowość i gmina we Włoszech, w regionie Toskania, w prowincji Lukka.
Według danych na rok 2004 gminę zamieszkiwało 1768 osób, 49,1 os./km².